# Quận Campbell, Georgia
Quận Campbell là một quận trong tiểu bang Georgia, Hoa Kỳ. Quận này tồn tại từ năm 1828 đến năm 1931. Quận được lập bởi cơ quan lập pháp bang ngày 20 tháng 12 năm 1828 từ khu vực đất của Fayette, Coweta, và Carroll và từ một nửa của quận DeKalb - quận trở thành quận Fulton ngay sau đó. Cherokee Land Lottery của tiểu bang năm 1832 được bổ sung vào quận Campbell.
Quận lỵ ban đầu đóng ở Campbellton; tuy nhiên, khi Atlanta & West Point Railroad bắt đầu lên quy hoạch tuyến, cư dân thị trấn đã không chịu được tiếng ồn, do đó tuyến đường ray đã được lắp đặt qua Fairburn, khiến cho khu vực này thịnh vượng còn thị trấn Campbellton thì suy thoái. Do đó quận lỵ đã thay đổi vào năm 1870.